# زدایش‌گر پلاسما
زُدایش‌گر پلاسما یا ابزار اِچینگ (به انگلیسی: Plasma Etcher) ابزاری‌ست که در تولید دستگاه‌های نیم‌رسانا مورد استفاده قرار می‌گیرد. یک زدایش‌گر پلاسما با استفاده از یک میدان الکتریکی با فرکانس بالا معمولاً ۱۳٫۵۸ مگاهرتز، از یک گاز فراورش شده پلاسما تولید می‌کند. یک ویفر سیلیکن در زدایش‌گر پلاسما قرار می‌گیرد و هوای درون محفظه تخلیه می‌شود. سپس در فشار پایین یک گاز فراورش شده وارد محفظه می‌شود و توسط فرایند شکست الکتریکی پلاسما آزاد می‌شود.

## موارد استفاده
برای ایجاد یک لایه نازک (فیلم نازک) سیلیکن دی‌اکسید بر روی ویفر سیلیکن (با استفاده از پلاسمای اکسیژن) یا برای از بین بردن لایه سیلیکن دی‌اکسید (با استفاده از گاز فلوئور) می‌توان از زدایش‌گر پلاسما استفاده کرد. در تولید مدارات الکتریکی، برای ایجاد حفره‌ها یا مسیرها، از زدایش‌گر پلاسما به‌طور ترکیبی با روش طرح‌نکاری‌نوری (فوتولیتوگرافی) می‌توان برای ایجاد یا حذف سیلیکن دی‌اکسید استفاده کرد.